# ليليانا كوينتنر فيرا
ليليانا كوينتنر فيرا (مواليد 1975) هي كيميائية مكسيكية. تدرس البروتينات وأمراض الأعصاب.

## النشأة والتعليم
ولدت كوينتانار فيرا في مكسيكو سيتي عام 1975.  شاركت في أولمبياد الكيمياء التابع ل الأكاديمية المكسيكية للعلوم، حيث مثلت البلاد في أولمبياد الكيمياء الدولي عام 1993. درست كوينتنر فيرا الكيمياء في جامعة المكسيك الوطنية المستقلة عام 1998. كما حصلت على ميدالية جابينو باريدا. شاركت في برنامج تبادل ثقافي في جامعة كاليفورنيا، سانتا باربرا. عملت في الكيمياء العصبية مع ستانلي بارسونز. انضمت كوينتانار فيرا إلى جامعة ستانفورد للحصول على درجة الدكتوراه، حيث عملت على البروتينات المعدنية تحت إشراف إدوارد سولومون. وركزت على بنية ووظيفة وآلية تنشيط أكسيداز متعدد الأورام.

## الحياة المهنية
عادت كوينتنر فيرا إلى المكسيك ثم انضمت إلى قسم الكيمياء العصبية التابع لمعهد علم وظائف الأعضاء في جامعة المكسيك الوطنية المستقلة. وعملت على السّمية العصبية للمنغنيز.  في عام 2005، انضمت إلى CINVESTAV، حيث درست البروتينات المرتبطة بأمراض التنكس العصبي.  يمكن أن يسبب مرض الزهايمر تراكم البروتينات والمعادن.   درست دور المعادن في تجميع البروتينات ومسببات الأمراض. 
عملت كوينتنر فيرا كباحثة في برنامج فولبرايت في معهد ماساتشوستس للتكنولوجيا مع جوناثان كينج بين عامي 2014 و 2015.   اهتمّ مشروعها بدراسة دور أيونات النحاس في بلورات Gamma-D البشرية. تم تعيين كوينتنر فيرا في الجمعية الدولية للكيمياء البيولوجية غير العضوية في عام 2017. في عام 2017 قامت بتنسيق الشبكة الموضوعية لبنية البروتينات ووظيفتها وتطورها. 